# Pastorets Rock
Pastorets Rock és una banda lleidatana que basa el seu repertori en els temes més coneguts del cançoner català adaptades amb ritmes i arranjaments típics dels patrons moderns com el funky, l'ska o el rock dur.

## Discografia
- Bon cop de rock (2006)
- 2 de 10 amb faixa (2008)
- Nou Cançoner Rockular (2011)
- Qui t'ho ha dit? (2013)